# Battista Bovisi
Battista Bovisi (* 1962) ist ein ehemaliger Schweizer Skilangläufer.

## Werdegang
Bovisi, der für den SC Sangernboden und den SC Davos startete, nahm bis 1982 an Juniorenrennen teil. In der Saison 1980/81 wurde er bei der Greyerzer Langlaufwoche Zweiter mit der Staffel und bei den Schweizer Meisterschaften 1981 in Urnäsch Sechster mit der Staffel vom SC Sangernboden. Im folgenden Jahr errang er bei den Schweizer Juniorenmeisterschaften den dritten Platz mit der Staffel und bei den Junioren-Skiweltmeisterschaften in Murau den 44. Platz über 15 km. In der Saison 1982/83 siegte er bei der Greyerzer Langlaufwoche mit der Staffel und belegte beim internationalen Langlauf in San Bernardino den sechsten Platz über 15 km. Bei den Schweizer Meisterschaften 1984 in Saint-Imier lief er jeweils auf den siebten Platz über 30 km sowie 50 km und auf den vierten Rang über 15 km. Im März 1984 gewann er den Björnstad-Lauf über 30 km. In der Saison 1984/85 siegte er in Grindelwald über 15 km und beim Björnstad-Lauf und kam bei den Schweizer Meisterschaften 1985 in Einsiedeln auf den siebten Platz über 50 km sowie jeweils auf den fünften Rang über 15 km und 30 km. Nach der Saison 1984/85 wechselte er zum SC Davos und belegte zu Beginn der Saison 1985/86 den vierten Platz über 15 km beim internationalen Langlauf in St. Moritz und den ersten Rang im Team in Engelberg. Bei den Schweizer Meisterschaften 1986 in Trun holte er Silber mit der Staffel vom SC Davos. Im März 1986 triumphierte er erneut beim Björnstad-Lauf. Nach Platz eins beim Nachtlanglauf Im Fang zu Beginn der Saison 1986/87 holte er mit Platz drei beim Weltcup in Cogne und Rang zwei beim Weltcup in Calgary seine ersten und einzigen Podestplatzierungen im Weltcup. Im Januar 1987 siegte er beim Zermatter Nachtlanglauf zusammen mit Daniel Sandoz. Bei den Schweizer Meisterschaften 1987 in Blonay errang er jeweils den fünften Platz über 15 km klassisch und 50 km Freistil. Zudem holte er dort Gold mit der Staffel und wurde daraufhin für die nordischen Skiweltmeisterschaften 1987 in Oberstdorf nominiert. Dort belegte er den 49. Platz über 30 km klassisch und zusammen mit Jeremias Wigger, Giachem Guidon und Andy Grünenfelder den siebten Rang in der Staffel. Im März 1987 gewann er in Karleby über 30 km. Im folgenden Jahr holte er bei den Schweizer Meisterschaften jeweils Bronze über 50 km Freistil und mit der Staffel. In der Saison 1988/89 gewann er bei den Schweizer Meisterschaften 1989 nochmals die Silbermedaille mit der Staffel und schied nach der Saison aufgrund schwacher Leistungen aus dem Nationalkader aus.